# Palazzo Zanelli
Palazzo Zanelli, poi Pasolini Zanelli, è un palazzo di Faenza della metà del Settecento, situato in corso Mazzini 52.

## Storia

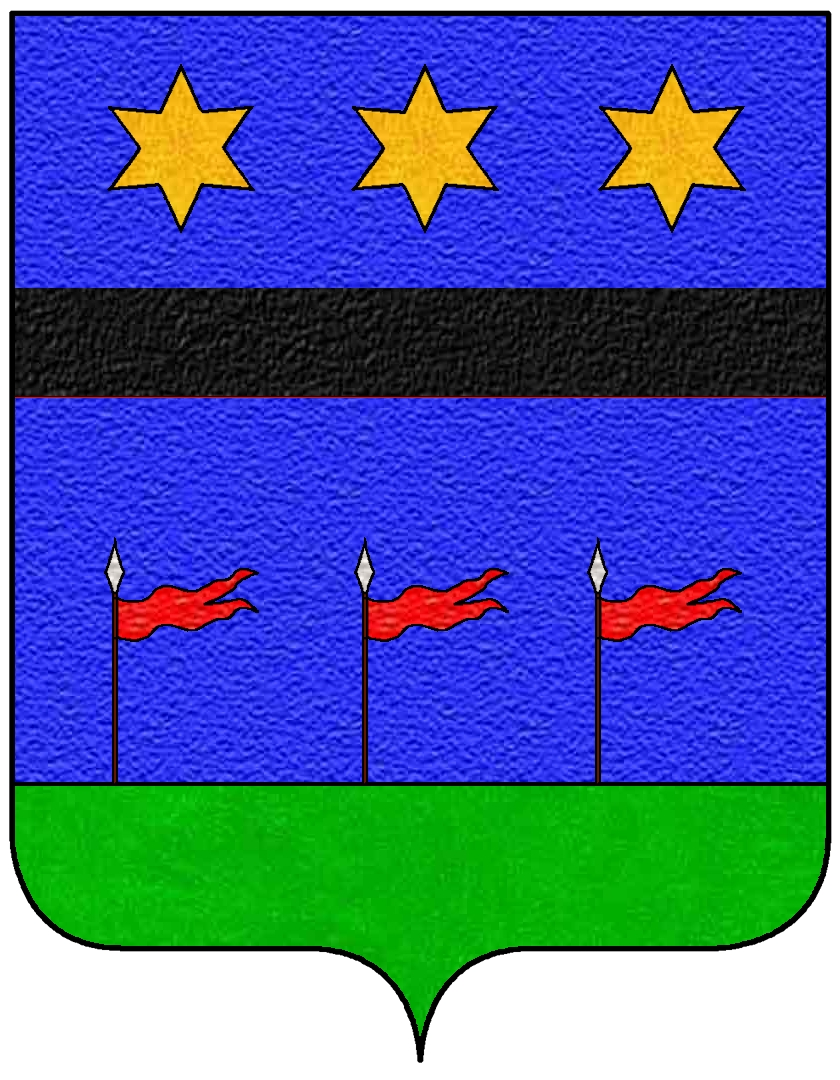
Stemma della famiglia dei Conti Zanelli

Il palazzo, in stile barocco, fu costruito su commissione del Conte Scipione Zanelli, nato nel 1722 a Faenza e morto a Roma nel 1792. Egli era il nipote di Papa Pio VI e fu l'autore del Canal Naviglio Zanelli, una via d'acqua che collegava Faenza all'Adriatico, inaugurata il 20 gennaio del 1783. Alla morte di Scipione il palazzo passò al nipote conte Pasolini di Cesena, da cui la discendenza Pasolini Zanelli. 
La notte del 23 febbraio 1797 vi sostò Napoleone Bonaparte.
Al piano nobile le volte sono state decorate da Gaspare Mattioli e Antonio Liverani.
Nel 1874 il Conte Giuseppe Pasolini Zanelli sposò Silvia Baroni Semitecolo che animò un salotto letterario frequentato anche da Giosuè Carducci.

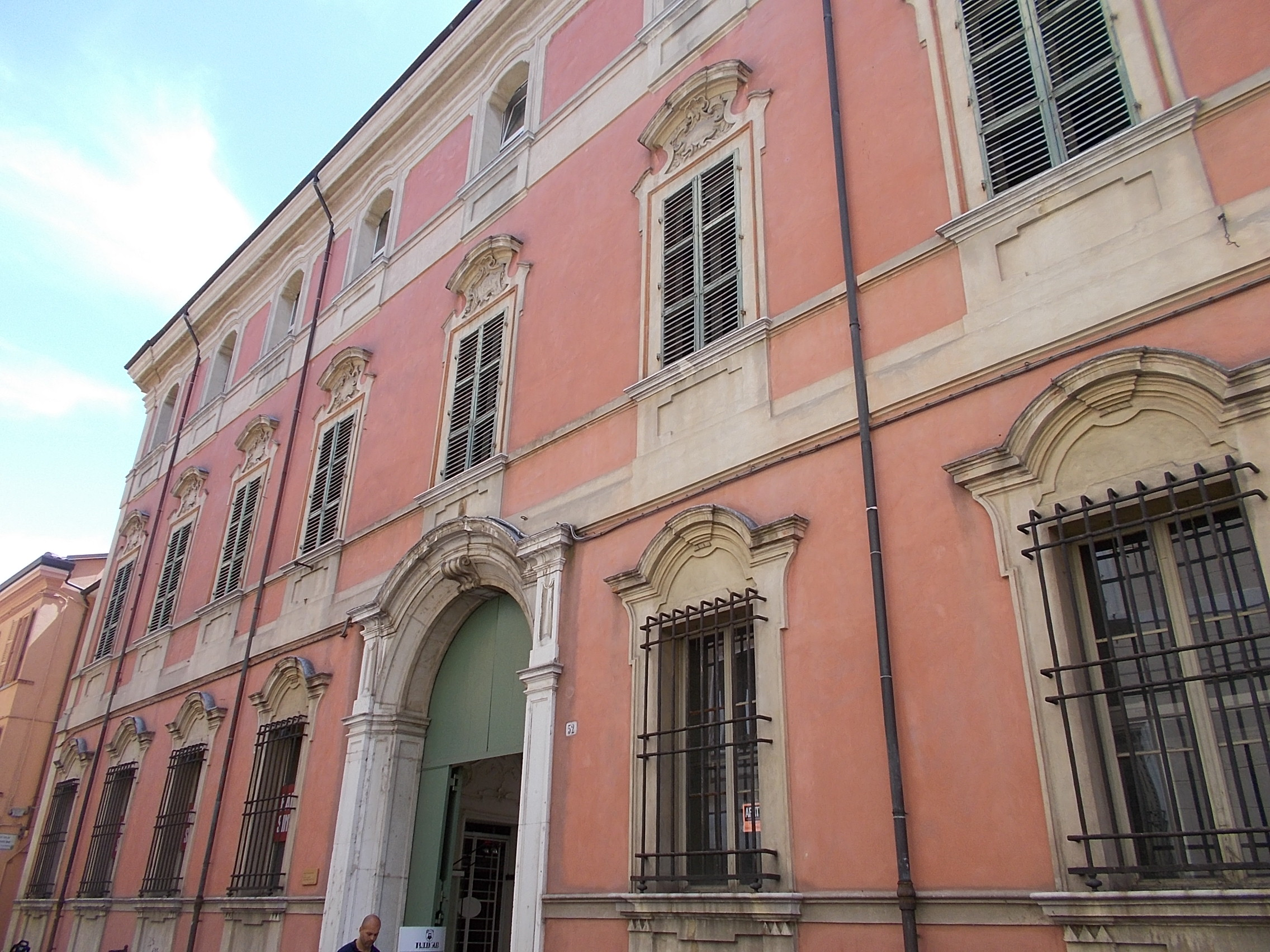
Facciata Palazzo Pasolini Zanelli